# Персики и Перчики. Куртуазные истории
«Персики и Перчики. Куртуазные истории» — российская эротическая комедия 2003 года режиссёра Юрия Павлова по мотивам новелл Ги де Мопассана и его же романа «Милый друг».

## Сюжет
На пикник в Булонском лесу собирается, чтобы посплетничать, компания молодых мужчин и женщин: три женщины в одной и трое мужчин в другой.
Они рассказывают пикантные истории. Это одни и те же истории, но излагаются со своих точек зрения.

## В ролях
- Любовь Полищук — мадам Вальтер
- Елена Морозова — Жюли
- Ольга Родионова — Анриетта

Согласно титрам: «мужские роли играют звезды одного модельного агентства»

## Съёмки
Место съёмок — Ялта, «Булонский лес» снимали в Воронцовском парке, а в интерьерах Массандровского дворца снимали и парижские квартиры, и ложу Мулен-Руж, и кафе на Монмартре.

## О фильме
Фильм был показан на кинофестивале «Литература и кино», где он был замечен критиками, так Михаил Трофименков писал, что уже название фильма «сулит немало наслаждений чудных», а по поводу жанра Юлия Андреева заметила:

Если затрагивать тематику фильма, неудивительно, что эротический жанр вошёл в безусловную моду, и, как обычно, кино впереди планеты всей. …. 
Разумеется, это не порнография, в кадре нет ничего такого, что могло бы шокировать современного зрителя